# Nowy Tarzan
Nowy Tarzan – opowiadanie fantastycznonaukowe Antoniego Langego opublikowane po raz pierwszy w 1925 w zbiorze Nowy Tarzan. Opowiadania wesołe i niewesołe. Opowiadanie zostało przetłumaczone na język czeski i francuski oraz doczekało się licznych recenzji prasowych.
Utwór łączy elementy groteski, satyry społecznej i refleksji filozoficznej z ówczesnymi fascynacjami naukowymi, takimi jak eksperymenty odmładzające czy przeszczepy międzygatunkowe. Akcja opowiadania toczy się w futurystycznym kompleksie badawczym w Afryce Północnej, gdzie naukowcy prowadzą kontrowersyjne eksperymenty na ludziach i małpach. Centralną postacią opowieści jest wyjątkowo inteligentny szympans, który – wychowany przez ludzi – buntuje się przeciwko ich nieludzkim praktykom i przejmuje kontrolę nad laboratorium, odwracając role kata i ofiary.
Opowiadanie stanowi nie tylko satyrę na pseudonaukowe próby pokonania starości, ale również refleksję nad moralnymi granicami eksperymentów naukowych, statusem zwierząt oraz kondycją człowieczeństwa.

## Historia edycji i tłumaczeń
Utwór opublikowano w 1925 roku w zbiorze opowiadań Nowy Tarzan. Opowiadania wesołe i niewesołe. Opowiadanie przetłumaczono na języki czeski (jako Nový Tarzan, 1929) i francuski (tłumaczenie samego Langego, opublikowane w Le Messager Polonais, 1925).

## Fabuła
W kompleksie sanatoryjno-naukowym, w laboratorium w Afryce Północnej, na granicy między Algierią i Marokiem, amoralni francuscy biznesmeni i naukowcy przeprowadzają eksperymenty odmładzania, takie jak przeszczepianie małpich narządów płciowych, a nawet mózgów ludziom. Wśród hodowanych w laboratorium szympansów znajduje się jeden okaz, który przewyższa intelektualnie pozostałe. Asystuje on nawet ludziom podczas operacji. Staje on na czele buntu przeciw eksperymentatorom; zaczyna leczyć szympansy, przeprowadza analogiczne operacje na porwanych ludziach, którzy stają się w ten sposób niechcianymi dawcami. Pod koniec opowiadania ludzie opuszczają opanowane przez małpy laboratorium, a szympansy wracają do lasu.

## Odbiór
Opowiadanie doczekało się szeregu recenzji w prasie polskiej, czeskiej i francuskiej w latach 20. XX wieku.
W 1926 roku dla „Kuriera Literacko-Naukowego” zbiór opowiadań Nowy Tarzan. Opowiadania wesołe i niewesołe zrecenzował Tadeusz Sinko (podpisany jako „S. K.”). Tytułowe opowiadanie uznał za najbardziej „ekscentryczne”; pozostałe utwory z tomu uznał za posiadające „szarą inwencję i szarą, ale staranną, formę”.
Dla „Echa Warszawskiego" zbiór zrecenzowała Herminia Naglerowa (podpisana jako „J. Stycz.”). Opowiadania z tomu opisała jako okraszone „pogodnym humorem” autora, moderującym lub wyszydzającym różne „niesamowite” pomysły. Tytułowe opowiadanie uznała za „znakomitą satyrę” na odmładzające zabiegi proponowane przez naukowców, a „zemstę genialnego szympansa” za „pomysł kapitalny”.
Dla „Kuriera Warszawskiego” zbiór zrecenzowała Zuzanna Rabska (podpisana jako „Z. R.”); opowiadania ze zbioru uznała za filozoficzne, poruszające tematy „dusz ludzkich i zjawisk”, ale równocześnie z „lekkim dialogiem i świetnym humorem".
Anonimowy recenzent warszawskiego „Kuriera Polskiego” zbiór opisał pozytywnie, pisząc że „mieszczą się [w nim] opowiadania różnego typu: już to groteskowe, już to fantastyczne, już to czysto realistyczne. Mimo że historie te zatrącają o bardzo poważne problematy społeczne, psychologiczne i filozoficzne, we wszystkich przeważa wielka pogoda ducha okraszona żywym i niewymuszonym humorem. Tok opowiadania jest u Langego zawsze barwny i zajmujący, pełen niespodzianek i rzeczy nowych i nieoczekiwanych.”
Dla „Rzeczpospolitej” tom zrecenzował Mieczysław Smolarski (podpisany jako „M. S.”). Utwory tu zebrane opisał jako opowiadania, szkice i nowele; tytułowe opowiadanie uznał za jedno z najbardziej wyróżniających się w zbiorze i najbardziej „fantastyczne”.

## Analiza
Akcja Nowego Tarzana oparta została na modnych w latach 20. eksperymentach takich jak te polegające na przeszczepieniu organizmowi ludzkiemu gruczołów szympansa w celu spowolnienia procesu starzenia się; autor nawiązuje do nich już na początku utworu (nawiązując do badań m.in. Steinacha, Woronowa i Jaworskiego). Według Marka Kurkiewicza opowiadanie jest wyrazem sceptycyzmu i krytycznego podejścia Langego do takich eksperymentów, które (być może wraz z całą nauką ksenotransplantacji) uważał za mało etyczne. Koniec utworu – scena opuszczenia laboratorium przez ludzi – symbolizuje zwycięstwo idei humanizmu oraz humanitaryzmu względem zwierząt, a także tryumf natury nad arogancją człowieka. Motywy przewodnie obejmują baśniowy motyw odmłodzenia, klęska „cudownego wynalazku”, strach ludzi przed podobnymi do nich małpami, odwrócenie ról (małpy dokonujące eksperymentów na ludziach) oraz zagadnienie statusu i praw zwierząt we współczesnym świecie. 
Tematyka utworu zdradza pewną ciągłość z wcześniejszą nowelą Langego Babunia. Oba opowiadania, co zauważył nawet sam autor w swoim komentarzu (we wstępie do zbioru W czwartym wymiarze), łączy tematyka kwestii eliksiru młodości tłumaczona na sposób naukowy, aczkolwiek proces odmłodnienia w Babuni nie jest wynikiem eksperymentów naukowych, tylko niezrozumiałych działań natury. 
Tytuł jak i kreacja bohatera nawiązują do Przygód Tarzana Edgara Rice Burroughsa, odwracając jednak zależność – oryginalny Tarzan był człowiekiem wychowywanym przez małpy; nowy Tarzan Langego jest małpą wychowywaną przez człowieka. Z kolei lokalizacja powieści w Afryce to prawdopodobne nawiązanie do Wyspy doktora Moreau (1896) H.G. Wellsa.